# Liste der Ministerpräsidenten der Tschechoslowakei
Die Liste der Ministerpräsidenten der Tschechoslowakei führt alle Ministerpräsidenten (tschech.: předseda vlády, slowak.: predseda vlády) der Tschechoslowakei von Beginn der Tschechoslowakischen Republik 1918 bis zur Auflösung der Tschechischen und Slowakischen Föderativen Republik zum 31. Dezember 1992, einschließlich der Ministerpräsidenten der tschechischen und slowakischen Teilstaaten 1938–1939 und 1969–1992, sowie des Reichsprotektorats Böhmen und Mähren und des unabhängigen  Slowakischen Staates 1939–1945.
| Ministerpräsidenten der Tschechoslowakischen Republik 1918–1938 (Erste Republik)        | Ministerpräsidenten der Tschechoslowakischen Republik 1918–1938 (Erste Republik) | Ministerpräsidenten der Tschechoslowakischen Republik 1918–1938 (Erste Republik) | Ministerpräsidenten der Tschechoslowakischen Republik 1918–1938 (Erste Republik) | Ministerpräsidenten der Tschechoslowakischen Republik 1918–1938 (Erste Republik) | Ministerpräsidenten der Tschechoslowakischen Republik 1918–1938 (Erste Republik) |
| Nr.                                                                                     | Bild                                                                             | Name                                                                             | Amtszeit                                                                         | Partei                                                                           | Kabinette                                                                        |
| --------------------------------------------------------------------------------------- | -------------------------------------------------------------------------------- | -------------------------------------------------------------------------------- | -------------------------------------------------------------------------------- | -------------------------------------------------------------------------------- | -------------------------------------------------------------------------------- |
| 1.                                                                                      |                                                                                  | Karel Kramář                                                                     | 14. November 1918 – 8. Juli 1919                                                 | ČsND                                                                             | 1                                                                                |
| 2.                                                                                      |                                                                                  | Vlastimil Tusar                                                                  | 8. Juli 1919 – 15. September 1920                                                | ČSSD                                                                             | 2                                                                                |
| 3.                                                                                      |                                                                                  | Jan Černý                                                                        | 15. September 1920 – 26. September 1921                                          | Beamtenregierung                                                                 | 1                                                                                |
| 4.                                                                                      |                                                                                  | Edvard Beneš                                                                     | 26. September 1921 – 7. Oktober 1922                                             | Beamtenregierung                                                                 | 1                                                                                |
| 5.                                                                                      |                                                                                  | Antonín Švehla                                                                   | 7. Oktober 1922 – 18. März 1926                                                  | RSZML                                                                            | 2                                                                                |
| 6.                                                                                      |                                                                                  | Jan Černý                                                                        | 18. März 1926 – 12. Oktober 1926                                                 | Beamtenregierung                                                                 | 1                                                                                |
| 7.                                                                                      |                                                                                  | Antonín Švehla                                                                   | 12. Oktober 1926 – 1. Februar 1929                                               | RSZML                                                                            | 1                                                                                |
| 8.                                                                                      |                                                                                  | František Udržal                                                                 | 1. Februar 1929 – 29. Oktober 1932                                               | RSZML                                                                            | 2                                                                                |
| 9.                                                                                      |                                                                                  | Jan Malypetr                                                                     | 29. Oktober 1932 – 5. November 1935                                              | RSZML                                                                            | 3                                                                                |
| 10.                                                                                     |                                                                                  | Milan Hodža                                                                      | 5. November 1935 – 22. September 1938                                            | RSZML                                                                            | 2                                                                                |
| 11.                                                                                     |                                                                                  | Jan Syrový                                                                       | 22. September 1938 – 30. September 1938                                          | Beamtenregierung                                                                 | 1                                                                                |
|                                                                                         |                                                                                  |                                                                                  |                                                                                  |                                                                                  |                                                                                  |
| Ministerpräsidenten der Tschecho-Slowakischen Republik 1938–1939 (Zweite Republik)      |                                                                                  |                                                                                  |                                                                                  |                                                                                  |                                                                                  |
| 1.                                                                                      |                                                                                  | Jan Syrový                                                                       | 30. September 1938 – 1. Dezember 1938                                            | Beamtenregierung                                                                 | 1                                                                                |
| 2.                                                                                      |                                                                                  | Rudolf Beran                                                                     | 1. Dezember 1938 – 15. März 1939                                                 | RSZML / SNJ                                                                      | 1                                                                                |
|                                                                                         |                                                                                  |                                                                                  |                                                                                  |                                                                                  |                                                                                  |
| Ministerpräsidenten des autonomen Landes Slowakei innerhalb der Zweiten Republik        |                                                                                  |                                                                                  |                                                                                  |                                                                                  |                                                                                  |
| 1.                                                                                      |                                                                                  | Jozef Tiso                                                                       | 7. Oktober 1938 – 9. März 1939                                                   | HSĽS                                                                             | 3                                                                                |
| 2.                                                                                      |                                                                                  | Jozef Sivák                                                                      | 9. März 1939 – 11. März 1939                                                     | HSĽS                                                                             | 1                                                                                |
| 3.                                                                                      |                                                                                  | Karol Sidor                                                                      | 11. März 1939 – 14. März 1939                                                    | HSĽS                                                                             | 1                                                                                |
|                                                                                         |                                                                                  |                                                                                  |                                                                                  |                                                                                  |                                                                                  |
| Ministerpräsidenten des autonomen Landes Karpatenukraine innerhalb der Zweiten Republik |                                                                                  |                                                                                  |                                                                                  |                                                                                  |                                                                                  |
| 1.                                                                                      |                                                                                  | Andrij Brodij                                                                    | 11. Oktober 1938 – 26. Oktober 1938                                              | RKP                                                                              | 1                                                                                |
| 2.                                                                                      |                                                                                  | Awgustyn Woloschyn                                                               | 26. Oktober 1938 – 15. März 1939                                                 | RKP / UNO                                                                        | 3                                                                                |
|                                                                                         |                                                                                  |                                                                                  |                                                                                  |                                                                                  |                                                                                  |
| Ministerpräsidenten der Tschechoslowakischen Exilregierung in London 1940–1945          |                                                                                  |                                                                                  |                                                                                  |                                                                                  |                                                                                  |
| 1.                                                                                      |                                                                                  | Jan Šrámek                                                                       | 21. Juli 1940 – 4. April 1945                                                    | ČSL                                                                              | 2                                                                                |
|                                                                                         |                                                                                  |                                                                                  |                                                                                  |                                                                                  |                                                                                  |
| Ministerpräsidenten des Reichsprotektorats Böhmen und Mähren 1939–1945                  |                                                                                  |                                                                                  |                                                                                  |                                                                                  |                                                                                  |
| 1.                                                                                      |                                                                                  | Rudolf Beran                                                                     | 16. März 1939 – 27. April 1939                                                   | NS                                                                               | 1                                                                                |
| 2.                                                                                      |                                                                                  | Alois Eliáš                                                                      | 27. April 1939 – 27. September 1941                                              | NS                                                                               | 1                                                                                |
| 3.                                                                                      |                                                                                  | Jaroslav Krejčí                                                                  | 19. Januar 1942 – 19. Januar 1945                                                | NS                                                                               | 1                                                                                |
| 4.                                                                                      |                                                                                  | Richard Bienert                                                                  | 19. Januar 1945 – 5. Mai 1945                                                    | NS                                                                               | 1                                                                                |
|                                                                                         |                                                                                  |                                                                                  |                                                                                  |                                                                                  |                                                                                  |
| Ministerpräsidenten des Slowakischen Staates 1939–1945                                  |                                                                                  |                                                                                  |                                                                                  |                                                                                  |                                                                                  |
| 1.                                                                                      |                                                                                  | Jozef Tiso                                                                       | 14. März 1939 – 27. Oktober 1939                                                 | HSĽS                                                                             | 1                                                                                |
| 2.                                                                                      |                                                                                  | Vojtech Tuka                                                                     | 27. Oktober 1939 – 5. September 1944                                             | HSĽS                                                                             | 1                                                                                |
| 3.                                                                                      |                                                                                  | Štefan Tiso                                                                      | 5. September 1944 – 8. Mai 1945                                                  | HSĽS                                                                             | 1                                                                                |
|                                                                                         |                                                                                  |                                                                                  |                                                                                  |                                                                                  |                                                                                  |
| Ministerpräsidenten der Tschechoslowakischen Republik 1945–1948 (Dritte Republik)       |                                                                                  |                                                                                  |                                                                                  |                                                                                  |                                                                                  |
| 1.                                                                                      |                                                                                  | Zdeněk Fierlinger                                                                | 4. April 1945 – 2. Juli 1946                                                     | ČSSD                                                                             | 2                                                                                |
| 2.                                                                                      |                                                                                  | Klement Gottwald                                                                 | 2. Juli 1946 – 25. Februar 1948                                                  | KSČ                                                                              | 2                                                                                |
|                                                                                         |                                                                                  |                                                                                  |                                                                                  |                                                                                  |                                                                                  |
| Ministerpräsidenten der Tschechoslowakischen Republik 1948–1960 (Volksrepublik)         |                                                                                  |                                                                                  |                                                                                  |                                                                                  |                                                                                  |
| 1.                                                                                      |                                                                                  | Klement Gottwald                                                                 | 25. Februar 1948 – 15. Juni 1948                                                 | KSČ                                                                              | 2                                                                                |
| 2.                                                                                      |                                                                                  | Antonín Zápotocký                                                                | 15. Juni 1948 – 21. März 1953                                                    | KSČ                                                                              | 1                                                                                |
| 3.                                                                                      |                                                                                  | Viliam Široký                                                                    | 21. März 1953 – 11. Juli 1960                                                    | KSČ                                                                              | 2                                                                                |
|                                                                                         |                                                                                  |                                                                                  |                                                                                  |                                                                                  |                                                                                  |
| Ministerpräsidenten der Tschechoslowakischen Sozialistischen Republik 1960–1990         |                                                                                  |                                                                                  |                                                                                  |                                                                                  |                                                                                  |
| 1.                                                                                      |                                                                                  | Viliam Široký                                                                    | 11. Juli 1960 – 19. September 1963                                               | KSČ                                                                              | 2                                                                                |
| 2.                                                                                      |                                                                                  | Jozef Lenárt                                                                     | 20. September 1963 – 8. April 1968                                               | KSČ                                                                              | 1                                                                                |
| 3.                                                                                      |                                                                                  | Oldřich Černík                                                                   | 8. April 1968 – 28. Januar 1970                                                  | KSČ                                                                              | 3                                                                                |
| 4.                                                                                      |                                                                                  | Lubomír Štrougal                                                                 | 28. Januar 1970 – 12. Oktober 1988                                               | KSČ                                                                              | 6                                                                                |
| 5.                                                                                      |                                                                                  | Ladislav Adamec                                                                  | 12. Oktober 1988 – 7. Dezember 1989                                              | KSČ                                                                              | 1                                                                                |
| 6.                                                                                      |                                                                                  | Marián Čalfa                                                                     | 7. Dezember 1989 – 27. Juni 1990                                                 | KSČ                                                                              | 1                                                                                |
|                                                                                         |                                                                                  |                                                                                  |                                                                                  |                                                                                  |                                                                                  |
| Ministerpräsidenten der Tschechischen Sozialistischen Republik innerhalb der ČSSR       |                                                                                  |                                                                                  |                                                                                  |                                                                                  |                                                                                  |
| 1.                                                                                      |                                                                                  | Stanislav Rázl                                                                   | 8. Januar 1969 – 29. September 1969                                              | KSČ                                                                              | 1                                                                                |
| 2.                                                                                      |                                                                                  | Josef Kempný                                                                     | 29. September 1969 – 28. Januar 1970                                             | KSČ                                                                              | 1                                                                                |
| 3.                                                                                      |                                                                                  | Josef Korčák                                                                     | 28. Januar 1970 – 20. März 1987                                                  | KSČ                                                                              | 4                                                                                |
| 4.                                                                                      |                                                                                  | Ladislav Adamec                                                                  | 20. März 1987 – 12. Oktober 1988                                                 | KSČ                                                                              | 1                                                                                |
| 5.                                                                                      |                                                                                  | František Pitra                                                                  | 12. Oktober 1988 – 6. Februar 1990                                               | KSČ                                                                              | 1                                                                                |
|                                                                                         |                                                                                  |                                                                                  |                                                                                  |                                                                                  |                                                                                  |
| Ministerpräsidenten der Slowakischen Sozialistischen Republik innerhalb der ČSSR        |                                                                                  |                                                                                  |                                                                                  |                                                                                  |                                                                                  |
| 1.                                                                                      |                                                                                  | Štefan Sádovský                                                                  | 2. Januar 1969 – 5. Mai 1969                                                     | KSČ                                                                              | 1                                                                                |
| 2.                                                                                      |                                                                                  | Peter Colotka                                                                    | 5. Mai 1969 – 12. Oktober 1988                                                   | KSČ                                                                              | 5                                                                                |
| 3.                                                                                      |                                                                                  | Ivan Knotek                                                                      | 12. Oktober 1988 – 22. Juni 1989                                                 | KSČ                                                                              | 1                                                                                |
| 4.                                                                                      |                                                                                  | Pavel Hrivnák                                                                    | 22. Juni 1989 – 8. Dezember 1989                                                 | KSČ                                                                              | 1                                                                                |
| 5.                                                                                      |                                                                                  | Milan Čič                                                                        | 12. Dezember 1989 – 27. Juni 1990                                                | KSČ                                                                              | 1                                                                                |
|                                                                                         |                                                                                  |                                                                                  |                                                                                  |                                                                                  |                                                                                  |
| Ministerpräsidenten der Tschechischen und Slowakischen Föderativen Republik 1990–1992   |                                                                                  |                                                                                  |                                                                                  |                                                                                  |                                                                                  |
| 1.                                                                                      |                                                                                  | Marián Čalfa                                                                     | 27. Juni 1990 – 2. Juli 1992                                                     | VPN                                                                              | 1                                                                                |
| 2.                                                                                      |                                                                                  | Jan Stráský                                                                      | 2. Juli 1992 – 31. Dezember 1992                                                 | ODS                                                                              | 1                                                                                |
|                                                                                         |                                                                                  |                                                                                  |                                                                                  |                                                                                  |                                                                                  |
| Ministerpräsidenten der Tschechischen Republik innerhalb der ČSFR                       |                                                                                  |                                                                                  |                                                                                  |                                                                                  |                                                                                  |
| 1.                                                                                      |                                                                                  | Petr Pithart                                                                     | 26. Februar 1990 – 2. Juli 1992                                                  | OF                                                                               | 1                                                                                |
| 2.                                                                                      |                                                                                  | Václav Klaus                                                                     | 2. Juli 1992 – 31. Dezember 1992                                                 | ODS                                                                              | 1                                                                                |
|                                                                                         |                                                                                  |                                                                                  |                                                                                  |                                                                                  |                                                                                  |
| Ministerpräsidenten der Slowakischen Republik innerhalb der ČSFR                        |                                                                                  |                                                                                  |                                                                                  |                                                                                  |                                                                                  |
| 1.                                                                                      |                                                                                  | Vladimír Mečiar                                                                  | 27. Juni 1990 – 23. April 1991                                                   | VPN                                                                              | 1                                                                                |
| 2.                                                                                      |                                                                                  | Ján Čarnogurský                                                                  | 23. April 1991 – 2. Juli 1992                                                    | KDH                                                                              | 1                                                                                |
| 3.                                                                                      |                                                                                  | Vladimír Mečiar                                                                  | 2. Juli 1992 – 31. Dezember 1992                                                 | HZDS                                                                             | 1                                                                                |